# Uzume

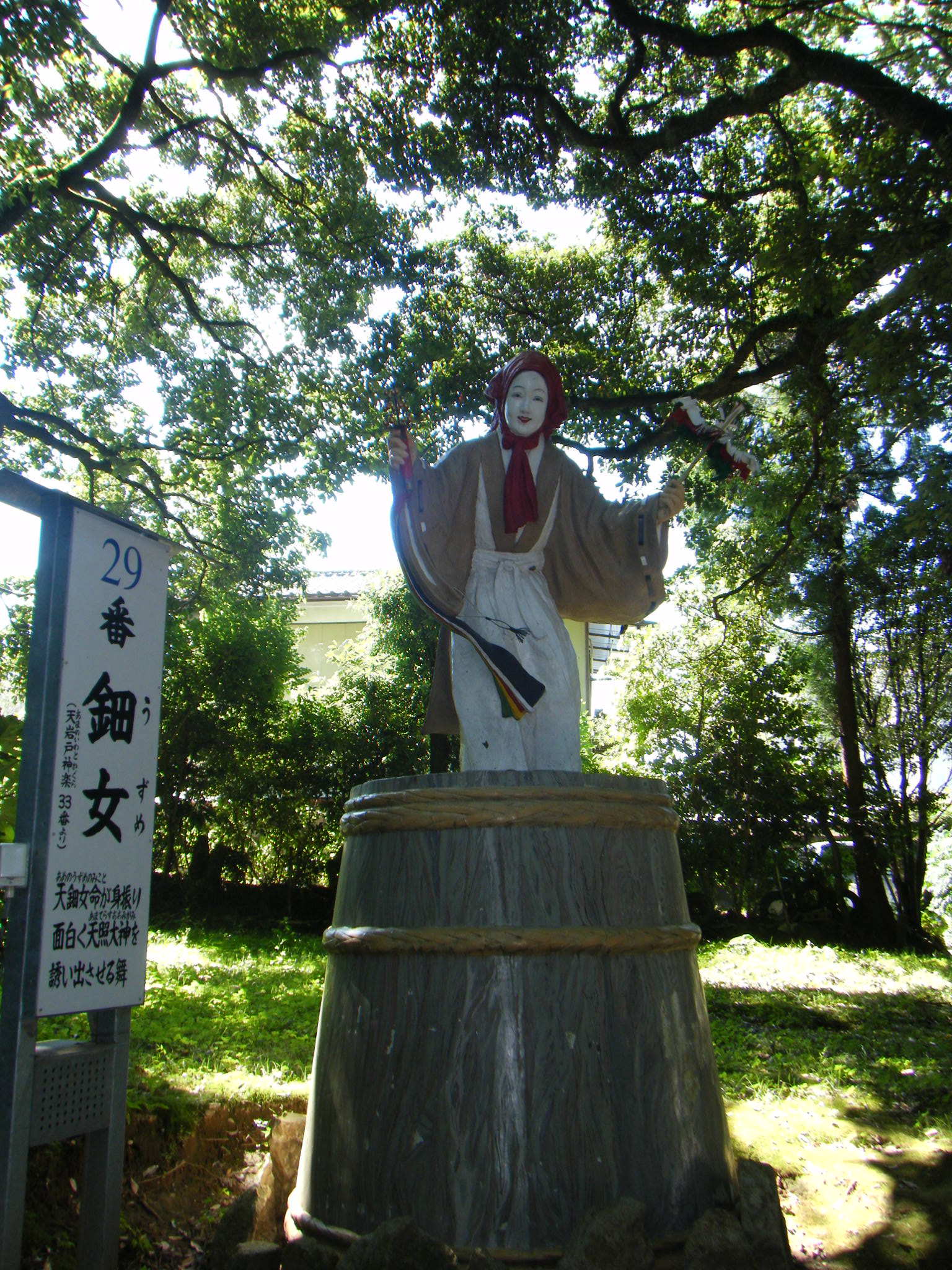
Staty av Uzume vid Shinto-templet Amanoiwato-jinja

Ame-no-Uzume-no-Mikoto eller Uzume är skrattets och dansens gudinna i japansk mytologi. Dotter till Ōyamatsumi, syster till Iha-Naga och Konohanasakuyahime.